# Trigonopoma
Genre
Trigonopoma est un genre de poissons d'eau douce asiatiques téléostéens de la famille des Cyprinidae (ordre des Cypriniformes).

## Liste des espèces
Selon World Register of Marine Species (18 avril 2025) :
- Trigonopoma gracile (Kottelat, 1991)
- Trigonopoma pauciperforatum (Weber & de Beaufort, 1916)

## Systématique
Le nom valide complet (avec auteur) de ce taxon est Trigonopoma Liao (d), Kullander & Fang (d), 2010,.

### Étymologie
Le nom générique, Trigonopoma, est la combinaison en grec ancien de τρίγωνος (trigōnos), « triangulaire », et πῶμα (pṓma), « couvercle ou couverture », et fait référence à la forme triangulaire de l'opercule,.

### Publication originale
- (en) Te Yu Liao, Sven O. Kullander et Fang Fang, « Phylogenetic analysis of the genus Rasbora (Teleostei: Cyprinidae) », Zoologica Scripta, Wiley-Blackwell, vol. 39, no 2,‎ mars 2010, p. 155-176 (ISSN 0300-3256 et 1463-6409, DOI 10.1111/J.1463-6409.2009.00409.X).